# شهریارک یقه‌سفید
شهریارک یقه‌سفید (نام علمی: Symposiachrus vidua) نام یک گونه از سرده شهریارک‌های رنگ‌پریده است.